# نيك مينيراث
نيك مينيراث (بالإنجليزية: Nick Minnerath)‏ مواليد 11 أغسطس 1989 في كودي، هو لاعب كرة سلة أمريكي. بدأ مسيرته الاحترافية في سنة 2013. يلعب مع نادي أفتودور ساراتوف لكرة السلة. يحمل الرقم 41. يبلغ طوله 6 قدم 9 بوصة (2.1 م).

## المسيرة الاحترافية
لعب مع أوبرادويرو لكرة السلة في الدوري الإسباني في موسم 2013–2014، ثم لعب مع إس تي بي لو هافر في الدوري الفرنسي في سنة 2014، ثم لعب مع شوليه باسكت في موسم 2014–2015، ثم لعب مع كانتون شارج في موسم 2015–2016، ثم لعب مع نادي أفتودور ساراتوف لكرة السلة في سنة 2016.

## روابط خارجية
- نيك مينيراث على موقع سبورتس رفرنس (الإنجليزية)
- نيك مينيراث على موقع الدوري الإسباني لكرة السلة (الإسبانية)
- نيك مينيراث على موقع كرة السلة الأوروبية.كوم (الإنجليزية)
- نيك مينيراث على موقع كلية كرة السلة في سبورتس رفرنس.كوم (الإنجليزية)
- نيك مينيراث على موقع ريلجم (الإنجليزية)
- نيك مينيراث على موقع بروبوليرز (الإنجليزية)
- نيك مينيراث على موقع سبورتس رفرنس (الإنجليزية)
- نيك مينيراث على موقع سبورتس رفرنس (الإنجليزية)